# Estannato
En química, el término estannato o tinnato hace referencia a los compuestos de estaño (Sn). El ácido estánico (Sn(OH)4), el precursor formal de los estannatos, no existe y es en realidad un hidrato de SnO2. El término también se utiliza en las convenciones de nomenclatura como sufijo; por ejemplo, el ion hexacloroestannato es SnCl2−
6
En la ciencia de los materiales, se distinguen dos tipos de oxianiones de estaño:
- ortostanatos contienen unidades discretas de SnO4−
4 (por ejemplo, K4SnO4) o tienen una estructura de espinela (por ejemplo, Mg2SnO4).
- metastannatos con estequiometría MIISnO3, MI
2SnO3 que pueden contener aniones poliméricos o que a veces pueden describirse mejor como óxidos mixtos.

Estos materiales son semiconductores.

## Ejemplos
- Estannato de bario, BaSnO3 (un metastannato)
- Estannato de cobalto, Co2SnO4, componente primario del pigmento azul cerúleo
- Estannato de disprosio, Dy2Sn2O7
- Estannato de plomo, Pb2SnO4, amarillo plomo-estaño "tipo I
- Estannato de potasio, formalmente hexahidroxostannato(IV) de potasio, fórmula K2Sn(OH)6
- Estannato de sodio, formalmente hexahidroxostannato(IV) de sodio, fórmula Na2Sn(OH)6